# Larry Ramos
Hilario D. "Larry" Ramos Jr. (Washington, Estados Unidos, 19 de abril de 1942 - 30 de abril de 2014) fue un guitarrista, banjista y vocalista de la banda de pop estadounidense de la década de 1960 The Association. En 1963, ganó un Grammy con The New Christy Minstrels.
Murió de melanoma el 30 de abril de 2014 a los 72 años.